# Juvenile
Теріус Грей (нар. 26 березня 1975, Новий Орлеан, Луїзіана, США), більш відомий під своїм сценічним псевдонімом Juvenile, — американський репер, найбільш відомим своєю роботою з лейблом Cash Money Records наприкінці 1990-х і на початку 2000-х, як сольно, так і як член тодішньої групи лейблу Hot Boys.
Кар'єра Juvenile почалася на початку 1990-х років, коли він був підлітком і записував музику, яка зробила його місцевою зіркою. Він випустив свій дебютний альбом Being Myself у 1995 році. 
Після підписання контракту з Cash Money, Juvenile випустив Solja Rags у 1997 році, до якого входив місцевий хіт «Solja Rag». Через рік він випустив мультиплатиновий альбом 400 Degreez, до якого увійшли його перші загальнонаціональні хіти «Ha» та «Back That Azz Up» (за участю Mannie Fresh та Lil Wayne). Зрештою 400 Degreez отримав 4-кратний платиновий сертифікат RIAA. На сьогодні це його найбільш продаваний альбом. Він випустив інші успішні сольні альбоми на Cash Money: Tha G-Code (1999), Project English (2001) і Juve the Great (2003), який включав хіт номер один «Slow Motion» (за участю Soulja Slim). 
Після відходу з Cash Money Juvenile випустив кілька інших альбомів, включаючи The Beginning of the End (2004) з групою UTP, який включав гімн «Nolia Clap» і альбом Reality Check (2006).
Його наступний альбом Cocky & Confident був випущений у грудні 2009 року. Після випуску цього альбому Juvenile почав працювати над своїм наступним альбомом Beast Mode. Цей альбом вийшов у липні 2010 року. Його перший сингл називається «Drop That Thang». 19 червня 2012 року Juvenile випустив свій десятий студійний альбом Rejuvenation. 18 лютого 2014 року Juvenile випустив свій одинадцятий студійний альбом The Fundamentals. 28 жовтня 2014 року Juvenile оголосив і підтвердив, що він знову підписав контракт з Cash Money. 28 березня 2019 року Juvenile і Birdman випустили спільний альбом під назвою Just Another Gangsta.
У квітні 2021 року мер ЛаТойя Кантрелл нагородила репера ключем від міста Новий Орлеан.

## Дискографія
Студійні альбоми
- Being Myself (1995)
- Solja Rags (1997)
- 400 Degreez (1998)
- Tha G-Code (1999)
- Project English (2001)
- 600 Degreez (2002)
- Juve the Great (2003)
- Reality Check (2006)
- Cocky & Confident (2009)
- Beast Mode (2010)
- Rejuvenation (2012)
- The Fundamentals (2014)

Спільні альбоми
- Get It How U Live! з Hot Boys (1997)
- Guerrilla Warfare х Hot Boys (1999)
- Baller Blockin' з Cash Money Millionaires (2000)
- Gotta Get It з JT the Bigga Figga (2002)
- Let 'Em Burn з Hot Boys (2003)
- The Beginning of the End з UTP (2004)
- Just Another Gangsta з Birdman (2019)

## Фільмографія
- Baller Blockin' (2000)
- Juvenile: Uncovered (2001)
- UTP Live In St. Louis (2002)
- Hood Angels (2003)
- Juvenile: Street Heat (2005)
- New Orleans Exposed
- Treme (2011)
- Влада переконань (2013)
- Домашня вечірка (2023)